# LIVE 1997 早退
「LIVE 1997 早退」（ライブ 1997 そうたい）は、川本真琴のライブ映像集。

## 概要
川本真琴 自身初となるコンサート・ツアー「川本真琴 LIVE 1997 「早退ツアー」の中から渋谷公会堂２days公演の模様を中心に編集した作品である。
1997年12月に、VHSとレーザーディスクが発売された後、2000年7月にDVDが発売された。現在は共に廃盤状態である。
デビュー初期に行われたツアーであった為、1stアルバム「川本真琴」の収録曲全10曲と、シングルのカップリング曲2曲で編成されている。

## 収録曲
1. 10分前
2. 愛の才能
3. 早退
4. LOVE&LUNA
5. 1
6. タイムマシーン
7. EDGE
8. STONE
9. やきそばパン
10. 1/2
11. ひまわり
12. DNA

## ツアー写真集
関連作品として、写真集「x2」がある。　※川本真琴 LIVE 1997 「早退ツアー」の模様を中心に編成された写真集。